# Karl Hilgenreiner
Karl Hilgenreiner (23. února 1867 Friedberg – 9. května 1948 Vídeň) byl českoněmecký římskokatolický kněz, teolog, politik období první republiky a předák Německé křesťanskosociální strany lidové (DCSVP).

## Teolog
Vystudoval filosofii a teologii v Římě, v roce 1891 byl vysvěcen, roku 1892 se stal knězem v Chebu. Od roku 1899 působil jako profesor církevního práva na teologické fakultě německé univerzity v Praze, v letech 1935-1936 jako rektor německé Univerzity Karlovy.
Působil jako kanovník kapituly Všech svatých na Pražském hradě a jako papežský prelát.

## Politik
Od roku 1907 vydával list Bonifatius-Korrespondenz, cílený na intelektální zázemí německojazyčného kléru a členů německého katolického politického tábora.
Po vzniku Československa stál v roce 1919 u vzniku Německé křesťanskosociální strany lidové (DCSVP), v jejím užším vedení působil až do roku 1938. V parlamentních volbách v roce 1920 získal senátorské křeslo za DCSVP v Národním shromáždění ČSR. Mandát obhájil v parlamentních volbách v roce 1925, parlamentních volbách v roce 1929 a parlamentních volbách v roce 1935.
V roce 1925 vystřídal Josefa Böhra v čele křesťansko sociální strany; v této funkci působil až do roku 1935. Společně s Robertem Mayrem-Hartingem vypracoval program strany, jehož součástí byl i požadavek německé samosprávy v Československu. V rámci strany reprezentoval nacionálně orientované křídlo. Strana pod jeho vedení zpočátku stála na pozici aktivismu (vstřícný postoj k československému státu) a měla své ministry ve vládách ČSR. Pak se stál za obratem, kdy po parlamentních volbách v roce 1929 strana opustila československou vládní koalici. V druhé polovině roku 1934 zahájil, přes počáteční odmítání politiky Konrada Henleina, sbližování se Sudetoněmeckou stranou.
Po sloučení DCSVP se Sudetoněmeckou stranou v březnu 1938, které Hilgenreiner inicioval, se stal členem jejího senátorského klubu. Po Mnichovské smlouvě jako obyvatel zbytkového Česko-Slovenska neztratil svůj mandát jako mnozí jiní němečtí členové parlamentu. V listopadu 1938 přestoupil do senátorského klubu DNS (nacionální socialisté).
V březnu 1939 odsoudil okupaci Československa. Za 2. světové války byl nacisty v roce 1944 internován jako "hanobitel národa", po válce byl též internován v českém pracovním táboře pro Němce v Praze-Modřanech. V roce 1946 byl propuštěn a následně vysídlen. Odešel do Rakouska, kde přednášel na Vídeňské katolické akademii.

## Dílo
- Lebenserinnerungen (1971) - posmrtně vydané vzpomínky